# Thuật toán luật A

Đồ thị của thuật toán luật A và thuật toán luật μ

Thuật toán luật A là một thuật toán nén-giãn tín hiệu tiêu chuẩn được sử dụng trong các hệ thống viễn thông số của Châu Âu nhằm nhằm tối ưu hóa hệ thống, ví dụ như giảm dải động của một tín hiệu tương tự để lượng tử hóa và mã hóa nhị phân tín hiệu đó rồi truyền đi.
Thuật toán này tương tự như thuật toán luật μ được sử dụng ở Bắc Mỹ và Nhật Bản.
Giả sử cho tín hiệu đầu vào x, phương trình biểu diễn luật A có dạng như sau:
{\displaystyle F(x)=\operatorname {sgn}(x){\begin{cases}{A|x| \over 1+\ln(A)},&|x|<{1 \over A}\\{\frac {1+\ln(A|x|)}{1+\ln(A)}},&{1 \over A}\leq |x|\leq 1,\end{cases}}}
Với A là tham số nén. Tại Châu Âu, giá trị của A được chọn là {\displaystyle A=87.7}; nhưng giá trị {\displaystyle A=87.6}; cũng được sử dụng.
Luật A khai triển theo hàm ngược có dạng:
{\displaystyle F^{-1}(y)=\operatorname {sgn}(y){\begin{cases}{|y|(1+\ln(A)) \over A},&|y|<{1 \over 1+\ln(A)}\\{\exp(|y|(1+\ln(A))-1) \over A},&{1 \over 1+\ln(A)}\leq |y|<1.\end{cases}}}
Cách mã hóa theo luật A làm giảm độ rộng dải động của tín hiệu, do đó tăng hiệu quả mã hóa và kết quả là tỉ lệ tín hiệu trên méo cao hơn so với tỉ lệ tín hiệu trên méo có được bằng mã hóa tuyến tính với một số lượng bit nhất định.

## So sánh với luật μ
Thuật toán luật μ tạo ra một dải động lớn hơn một ít so với luật A ở giá trị tỷ lệ méo cao hơn đối với các tín hiệu nhỏ. Theo quy ước, luật A được sử dụng cho một kết nối quốc tế nếu ít nhất một quốc gia sử dụng nó.